# Вулиця Гулаків-Артемовських
Ву́лиця Гулакі́в-Артемо́вських — вулиця в Оболонському районі міста Києва, місцевість Куренівка. Пролягає від Новокостянтинівської вулиці до проспекту Степана Бандери.
Прилучаються вулиці Чорноморська, Корабельна, Вікентія Хвойки та Тульчинська. На ділянках між вулицями Чорноморською та Вікентія Хвойки наявна перерва у проляганні вулиці.

## Історія
Вулиця виникла в середині XX століття під назвою Нова. 1957 року отримала назву вулиця Аляб'єва, на честь російського композитора Олександра Аляб'єва.
Сучасна назва на честь композитора, автора опери «Запорожець за Дунаєм» Семена Гулака-Артемовського та прозаїка, перекладача, байкаря Петра Гулака-Артемовського — з 2023 року.